# Stanton (Iowa)
Stanton é uma cidade localizada no estado americano de Iowa, no Condado de Montgomery.

## Demografia
Segundo o censo americano de 2000, a sua população era de 714 habitantes.
Em 2006, foi estimada uma população de 714, um aumento de 0 (0.0%).

## Geografia
De acordo com o United States Census Bureau tem uma área de
2,3 km², dos quais 2,3 km² cobertos por terra e 0,0 km² cobertos por água. Stanton localiza-se a aproximadamente 352 m acima do nível do mar.

## Localidades na vizinhança
O diagrama seguinte representa as localidades num raio de 20 km ao redor de Stanton.